# Catedral de Santa María (Rundu)
La Catedral de Santa María o simplemente Catedral de Rundu (en inglés: St. Mary’s Cathedral) es el nombre que recibe un edificio religioso que pertenece a la Iglesia católica y que se encuentra ubicado en la calle Safari localidad de Rundu en el extremo norte del país africano de Namibia, específicamente en la región de Kavango del Este. Se trata de una de las 3 catedrales católicas de esa nación y una de las 2 dedicadas a Santa María siendo la otra la ubicada en la capital Windhoek.
Se trata de un templo que sigue el rito romano o latino y funciona como la sede del vicariato apostólico de Rundu (Vicariatus Apostolicus Runduensis) que fue creado en marzo de 1994 con la bula Sollicitam sane curam del papa Juan Pablo II.